# Korbinianplatz
Der Korbinianplatz ist ein rechteckiger Platz und Park im Münchner Stadtteil Milbertshofen. Er liegt südlich des Frankfurter Rings zwischen Korbinianstraße und Knorrstraße. 

## Beschreibung
Im Korbinianplatz befindet sich ein Spielplatz, ein Calisthenics-Park sowie ein Fußball-/Streetballfeld.
An ihm liegt die gleichnamige Bushaltestelle der Linie 50, 150 sowie N41.

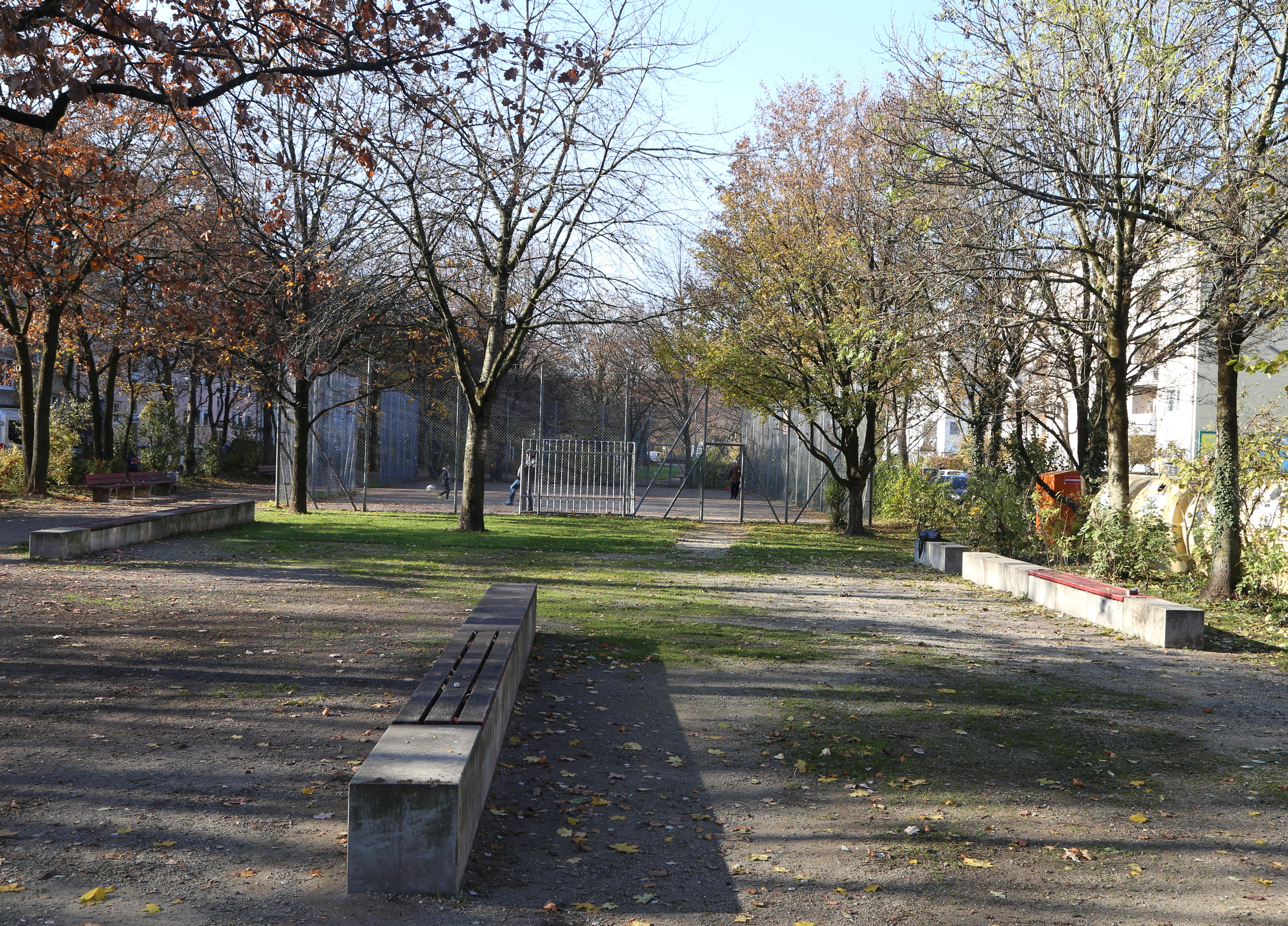
Fußball/Streetballfeld
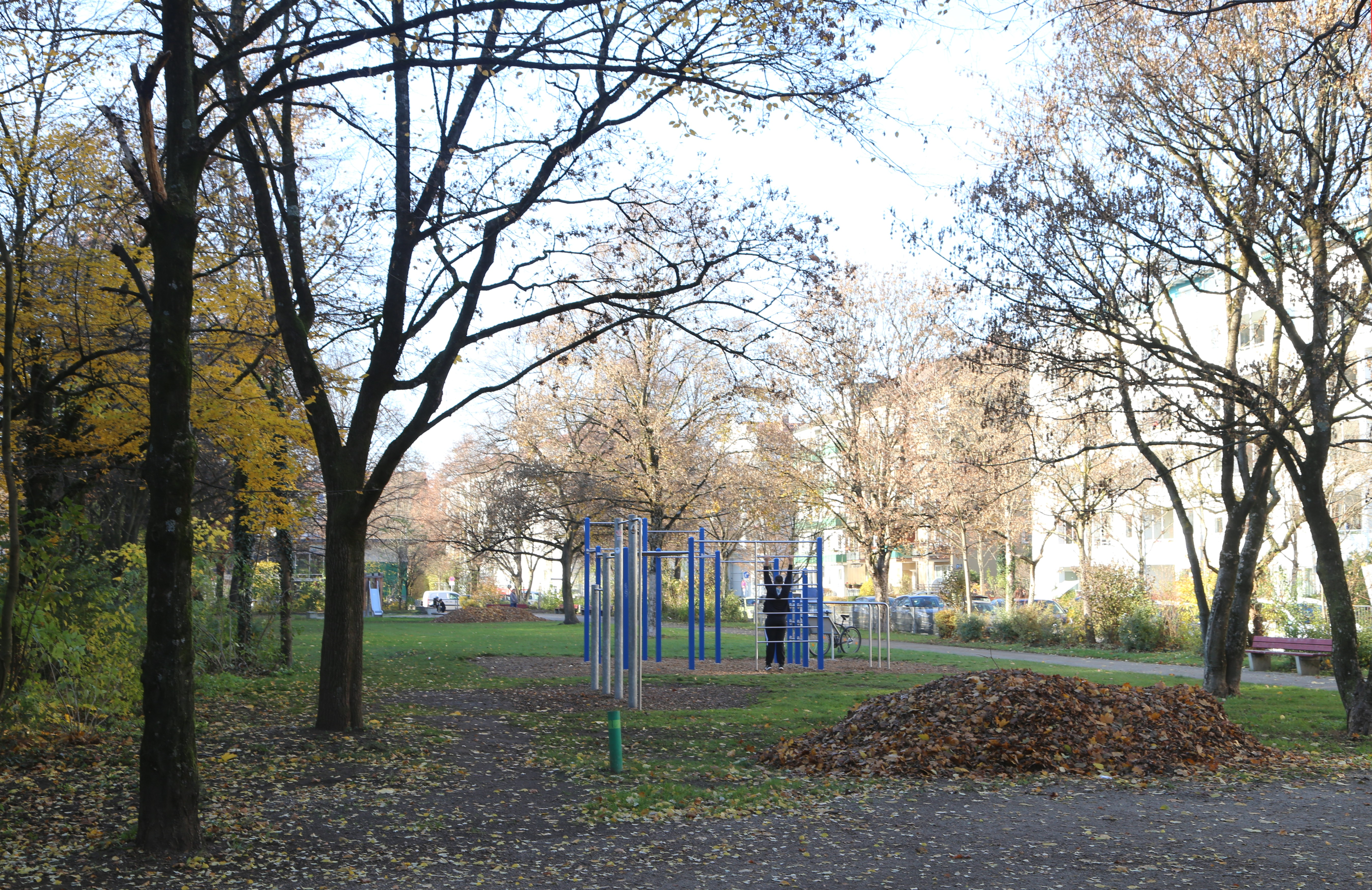
Calisthenics Park und Spielplatz

Im Rahmen des Bund-Länder-Programms „Stadt- und Ortsteile mit besonderem Entwicklungsbedarf – die soziale Stadt“ wurde 2005 bis 2006 der Korbinianplatz vom Landschaftsarchitekturbüro Keller Damm Kollegen neu gestaltet.
Er wurde 1925 nach dem Heiligen Korbinian benannt.